# Delias candida
Delias candida är en fjärilsart som beskrevs av Snellen van Vollenhoven 1865. Delias candida ingår i släktet Delias och familjen vitfjärilar. Inga underarter finns listade i Catalogue of Life.